# Parasenecio
 Parasenecio   W.W.Sm. & J.Small, 1992 è un genere di piante angiosperme dicotiledoni della famiglia delle Asteraceae (sottofamiglia Asteroideae).

## Etimologia
L'etimologia del nome del genere deriva da due parole: dal greco "para" (= vicino, accanto, simile) e Senecio un genere botanico.
Il nome scientifico del genere è stato definito dal botanico William Wright Smith (1875-1956) e James Small (1889-1955) nella pubblicazione " Transactions and Proceedings of the Botanical Society of Edinburgh. Edinburgh" ( Trans. & Proc. Bot. Soc. Edinburgh 28: 93) del 1992.

## Descrizione

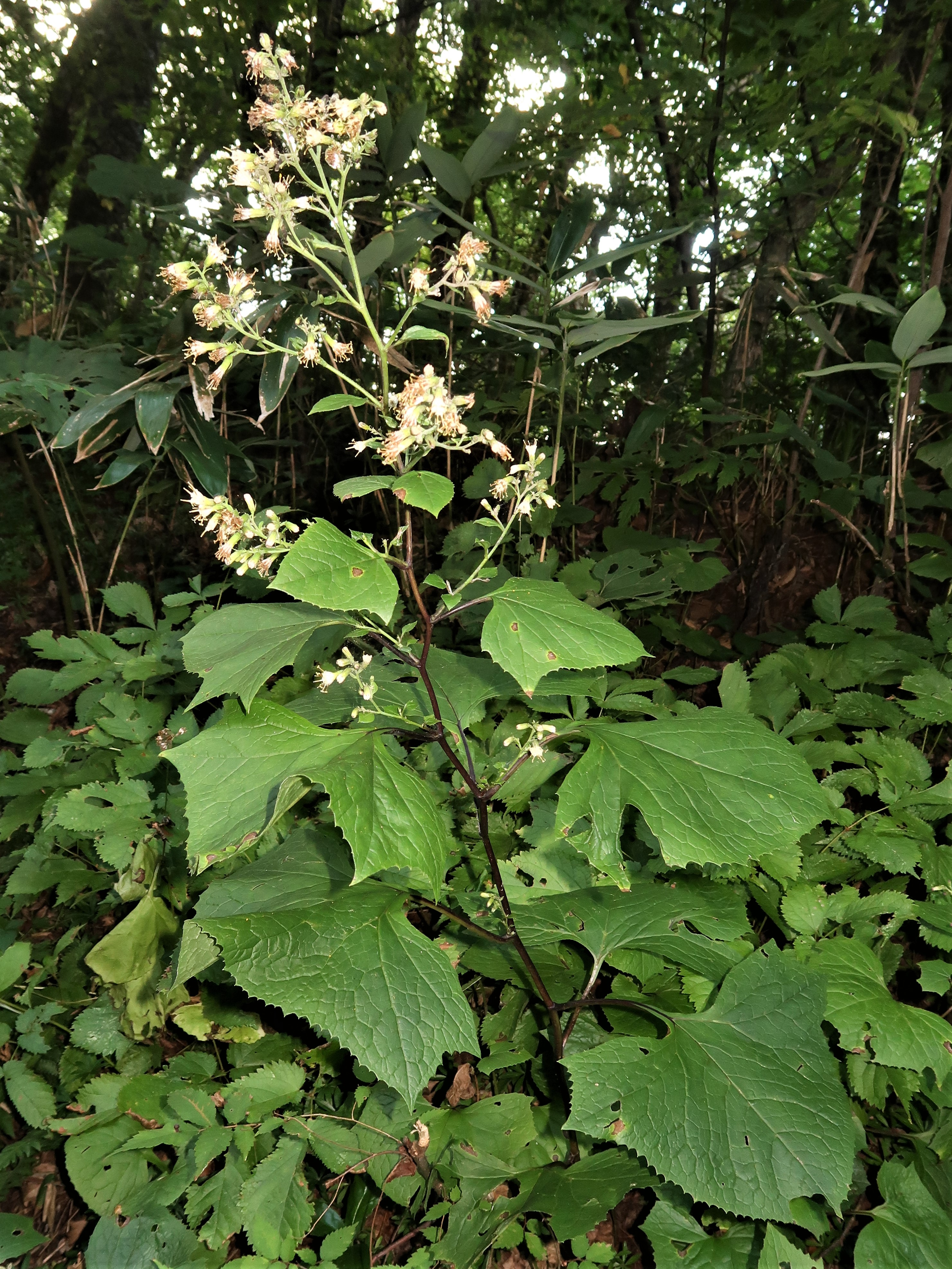
Il portamento
Parasenecio hosoianus

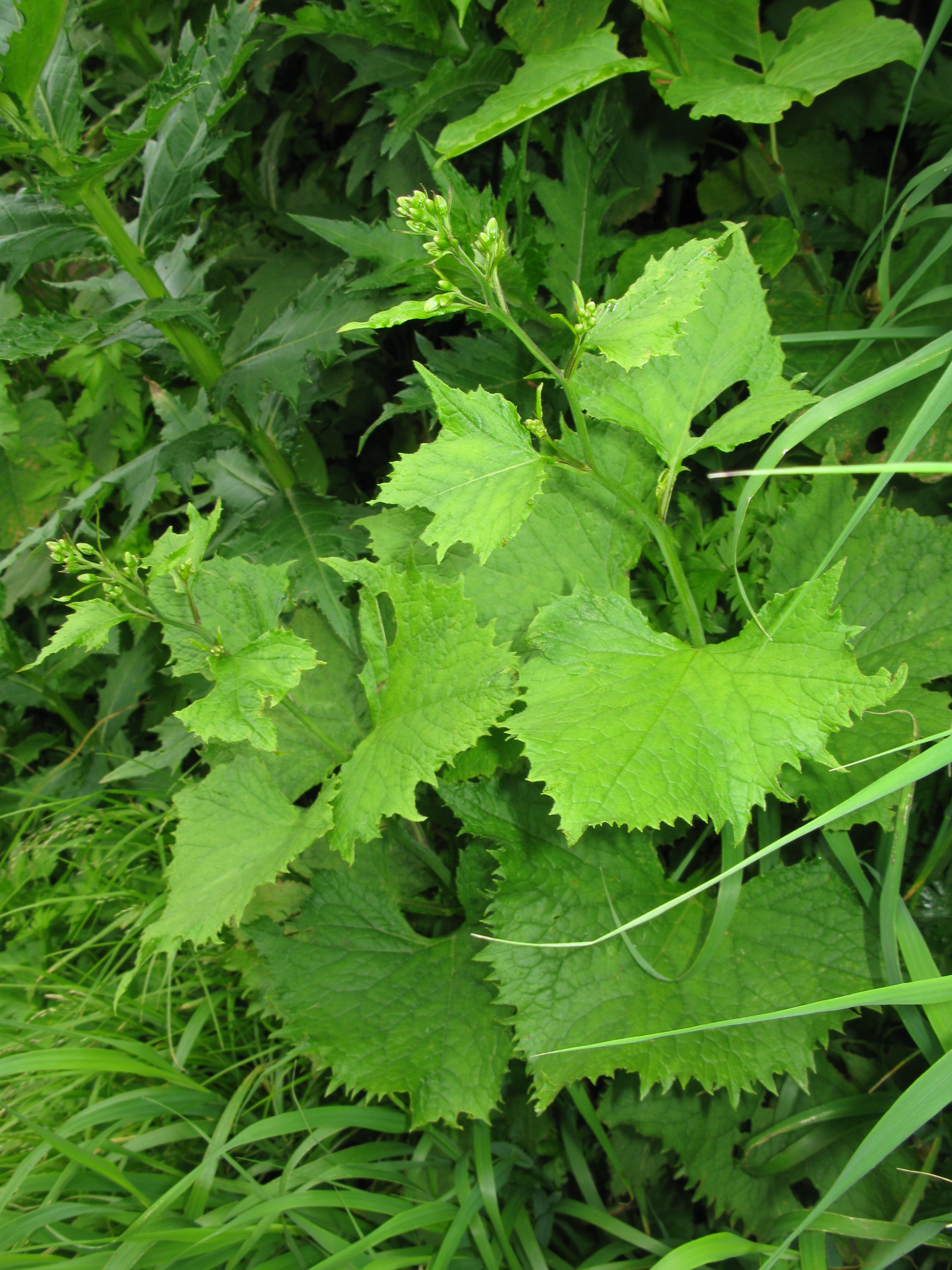
Le foglie
Parasenecio chokaiensis

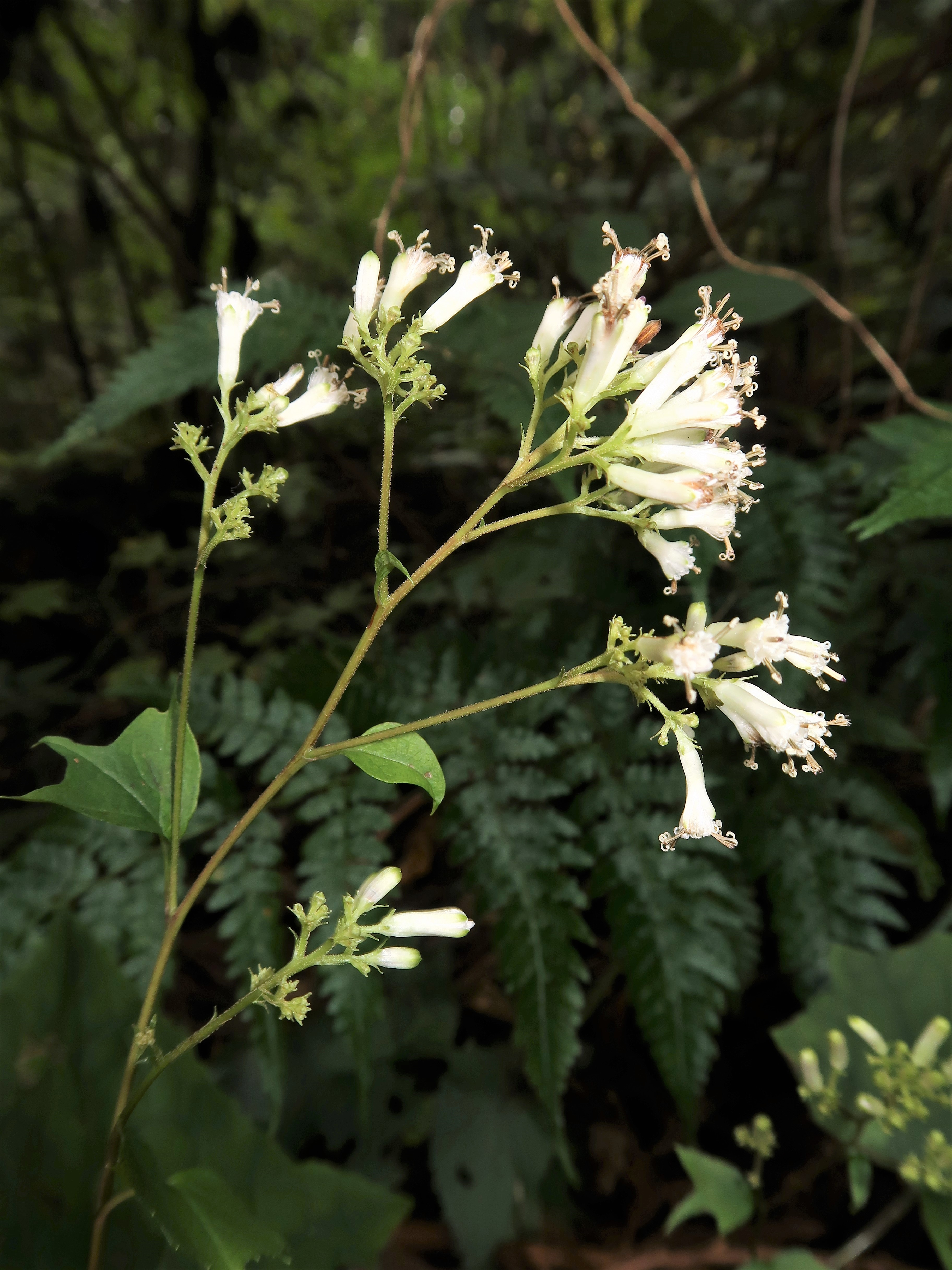
Infiorescenza
Parasenecio katoanus

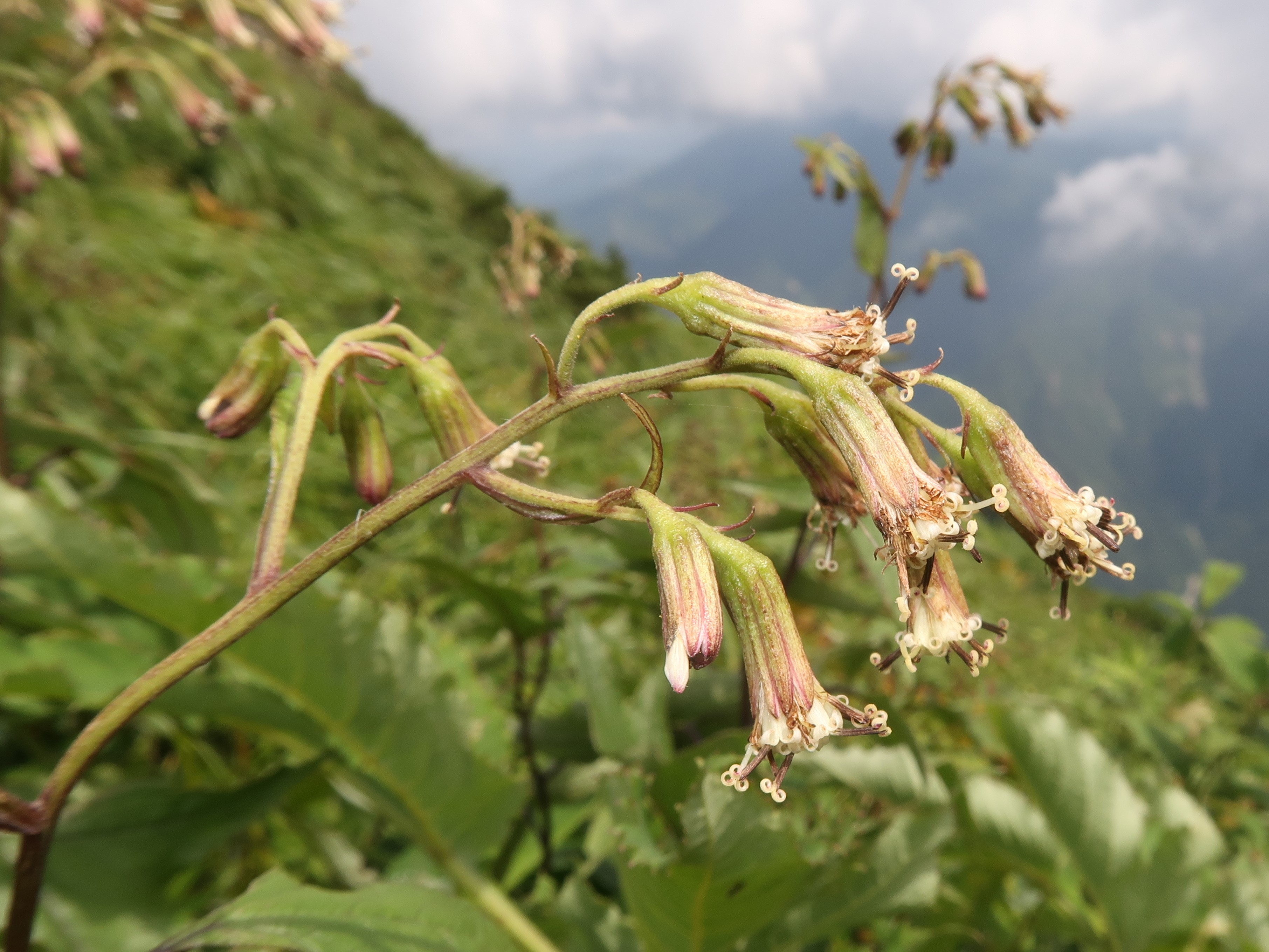
I fiori
Parasenecio nantaicus

Habitus. Le specie di questo genere hanno un habitus di tipo erbaceo perenne. Le superfici delle piante possono essere sia glabre che pubescenti per peli semplici. Altezza media: 60 – 120 cm.
Radici. Le radici sono secondarie da rizoma (i rizomi, allungati, sono snelli o robusti, ma non carnosi; le radici sono fibrose).
Fusto. La parte aerea in genere è unica, eretta, semplice o ramosa in alto.
Foglie. Le foglie sono sia basali che cauline disposte in modo alternato e sono picciolate o sessili (quelle superiori). Il picciolo può essere auricolato. Il contorno della lamina è lobato-palmato o intero con varie forme (rotonde, cordata, deltate o ovate). I margini sono interi o dentato-seghettati. Le venature sono palmate.
Infiorescenza. Le sinflorescenze sono composte da diversi capolini raccolti in lunghi racemi o panicoli tirsoidi. Le infiorescenze vere e proprie sono formate da un capolino terminale annuente peduncolato di tipo discoide. Alla base dell'involucro (la struttura principale del capolino) non è presente un calice. I capolini sono formati da un involucro, con forme da cilindriche a debolmente turbinate, composto da 5 brattee, al cui interno un ricettacolo fa da base ai fiori. Le brattee sono disposte in modo più o meno embricato di solito su una-due serie e possono essere connate alla base. Il ricettacolo, a volte alveolato, è nudo (senza pagliette a protezione della base dei fiori); la forma è piatta. Diametro dell'involucro: 2 – 3 mm.
Fiori.  I fiori (4 - 7 per capolino) sono tetra-ciclici (formati cioè da 4 verticilli: calice – corolla – androceo – gineceo) e pentameri (calice e corolla formati da 5 elementi). Sono inoltre ermafroditi, tubulosi e actinomorfi.
- Formula fiorale:

*/x K {\displaystyle \infty }, [C (5), A (5)], G 2 (infero), achenio
- Calice: i sepali del calice sono ridotti ad una coroncina di squame.
- Corolla: nella parte inferiore i petali della corolla sono saldati insieme e formano un tubo. In particolare le corolle dei fiori del disco centrale (tubulosi) terminano con delle fauci dilatate a raggiera con cinque profondi lobi ricurvi o attorcigliati. Il colore delle corolle è giallo, bianco o crema.
- Androceo: gli stami sono 5 con dei filamenti liberi. La parte basale del collare dei filamenti può essere dilatata. Le antere invece sono saldate fra di loro e formano un manicotto che circonda lo stilo. Le antere sono provviste di coda oppure sono sagittate o anche minutamente auricolate; a volte sono presenti delle appendici apicali che possono avere varie forme (principalmente lanceolate). La struttura delle antere è di tipo tetrasporangiato, raramente sono bisporangiate. Il tessuto endoteciale è polarizzato. Il polline è tricolporato (tipo "helianthoid").[11]
- Gineceo: lo stilo è biforcato con due stigmi nella parte apicale. La forma degli stigmi è ottusa. Gli stigmi possono essere ricoperti da minute papille. Le superfici stigmatiche sono continue.  L'ovario è infero uniloculare formato da 2 carpelli.

Frutti. I frutti sono degli acheni con pappo. La forma degli acheni è ellittico-oblunga; la superficie è percorsa da 10 coste longitudinali e può essere glabra. Il carpoforo è distinguibile. Il pappo è formato da 100 - 120 setole snelle, bianche o fulve e barbate. I pappi sono cadenti o fragili.

## Biologia
Impollinazione: l'impollinazione avviene tramite insetti (impollinazione entomogama tramite farfalle diurne e notturne).

Riproduzione: la fecondazione avviene fondamentalmente tramite l'impollinazione dei fiori (vedi sopra).

Dispersione: i semi (gli acheni) cadendo a terra sono successivamente dispersi soprattutto da insetti tipo formiche (disseminazione mirmecoria). In questo tipo di piante avviene anche un altro tipo di dispersione: zoocoria. Infatti gli uncini delle brattee dell'involucro (se presenti) si agganciano ai peli degli animali di passaggio disperdendo così anche su lunghe distanze i semi della pianta. Inoltre per merito del pappo il vento può trasportare i semi anche a distanza di alcuni chilometri (disseminazione anemocora).

## Distribuzione e habitat
Le specie di questo genere sono distribuite in Asia orientale (dal Myanmar alla Siberia) e dalla Carelia alla Kamchatka.

## Tassonomia
La famiglia di appartenenza di questa voce (Asteraceae o Compositae, nomen conservandum) probabilmente originaria del Sud America, è la più numerosa del mondo vegetale, comprende oltre 23.000 specie distribuite su 1.535 generi, oppure 22.750 specie e 1.530 generi secondo altre fonti (una delle checklist più aggiornata elenca fino a 1.679 generi). La famiglia attualmente (2021) è divisa in 16 sottofamiglie; la sottofamiglia Asteroideae è una di queste e rappresenta l'evoluzione più recente di tutta la famiglia.

### Filogenesi
Il genere di questa voce appartiene alla sottotribù Tussilagininae della tribù Senecioneae (una delle 21 tribù della sottofamiglia Asteroideae). La sottotribù descritta in tempi moderni da Bremer (1994), dopo le analisi di tipo filogenetico sul DNA del plastidio (Pelser et al., 2007) è risultata parafiletica con le sottotribù Othonninae e Brachyglottidinae annidiate al suo interno. Attualmente con questa nuova circoscrizione la sottotribù Tussilagininae s.s. risulta suddivisa in quattro subcladi.
Il genere di questa voce appartiene al subclade chiamato "L-C-P" (complesso Ligularia-Cremanthodium Parasenecio Liu et al., 2006) formato inizialmente dai seguenti generi: Cremanthodium, Farfugium, Ligularia, Ligulariopsis, Miricacalia, Parasenecio, Sinacalia , Syneilesis. Questo gruppo, in gran parte asiatico, del quale alcuni genere non sono monofiletici (Parasenecio, Cremanthodium e Ligularia), è risultato, da un punto di vista filogenetico, molto complesso e articolato (le prime analisi ne hanno evidenziato una estesa politomia). Uno dei pochi assemblaggi, nidificati all'interno del complesso L-C-P, che riceve un elevato supporto dalle analisi filogenetiche del DNA del ITS (Internal Transcribed Spacer) e del DNA del plastidio, è la sottotribù informale Tephroseridinae Jeffrey & Chen, 1984 composta dai generi Nemosenecio, Sinosenecio e Tephroseris.
Il genere di questa voce occupa una posizione abbastanza centrale nella filogenesi del gruppo e insieme al genere Sinacalia forma un "gruppo fratello". Parasenecio non è monofiletico; alcune specie sembrano imparentate con il genere Cremanthodium.
l cladogramma seguente, tratto dallo studio citato e semplificato, mostra una possibile configurazione filogenetica del gruppo (il cladogramma deriva dalle analisi del DNA dei plastidi; un cladogramma lievemente diverso si ottiene dalle analisi dal DNA del nucleo dei ribosomi). I due nuovi generi Taimingasa e Vickifunkia risultano da una segregazione dal genere Parasenecio e rispettivamente da Ligularia.
|  | \| \| Parasenecio \| \| \| \| \| \| Sinacalia \| \| \| \| |
|  |                                                           |
|  | Vickifunkia                                               |
|  |                                                           |
|  | Parasenecio                                               |
|  |                                                           |
|  | Sinacalia                                                 |
|  |                                                           |

|  | Parasenecio |
|  |             |
|  | Sinacalia   |
|  |             |

|  | Syneilesis - Taimingasa - Ligularia 1                       |
|  |                                                             |
|  | \| \| Japonicalia \| \| \| \| \| \| Miricacalia \| \| \| \| |
|  |                                                             |
|  | Japonicalia                                                 |
|  |                                                             |
|  | Miricacalia                                                 |
|  |                                                             |

|  | Japonicalia |
|  |             |
|  | Miricacalia |
|  |             |

|  | \| \| Parasenecio \| \| \| \| \| \| Sinacalia \| \| \| \| |
|  |                                                           |
|  | Vickifunkia                                               |
|  |                                                           |
|  | Parasenecio                                               |
|  |                                                           |
|  | Sinacalia                                                 |
|  |                                                           |

|  | Parasenecio |
|  |             |
|  | Sinacalia   |
|  |             |

|  | Syneilesis - Taimingasa - Ligularia 1                       |
|  |                                                             |
|  | \| \| Japonicalia \| \| \| \| \| \| Miricacalia \| \| \| \| |
|  |                                                             |
|  | Japonicalia                                                 |
|  |                                                             |
|  | Miricacalia                                                 |
|  |                                                             |

|  | Japonicalia |
|  |             |
|  | Miricacalia |
|  |             |

|  | Cremanthodium 2 - Ligularia 3                             |
|  |                                                           |
|  | Tephroseridinae (Nemosenecio - Sinosenecio - Tephroseris) |
|  |                                                           |

|  | \| \| Parasenecio \| \| \| \| \| \| Sinacalia \| \| \| \| |
|  |                                                           |
|  | Vickifunkia                                               |
|  |                                                           |
|  | Parasenecio                                               |
|  |                                                           |
|  | Sinacalia                                                 |
|  |                                                           |

|  | Parasenecio |
|  |             |
|  | Sinacalia   |
|  |             |

|  | Syneilesis - Taimingasa - Ligularia 1                       |
|  |                                                             |
|  | \| \| Japonicalia \| \| \| \| \| \| Miricacalia \| \| \| \| |
|  |                                                             |
|  | Japonicalia                                                 |
|  |                                                             |
|  | Miricacalia                                                 |
|  |                                                             |

|  | Japonicalia |
|  |             |
|  | Miricacalia |
|  |             |

|  | \| \| Parasenecio \| \| \| \| \| \| Sinacalia \| \| \| \| |
|  |                                                           |
|  | Vickifunkia                                               |
|  |                                                           |
|  | Parasenecio                                               |
|  |                                                           |
|  | Sinacalia                                                 |
|  |                                                           |

|  | Parasenecio |
|  |             |
|  | Sinacalia   |
|  |             |

|  | Syneilesis - Taimingasa - Ligularia 1                       |
|  |                                                             |
|  | \| \| Japonicalia \| \| \| \| \| \| Miricacalia \| \| \| \| |
|  |                                                             |
|  | Japonicalia                                                 |
|  |                                                             |
|  | Miricacalia                                                 |
|  |                                                             |

|  | Japonicalia |
|  |             |
|  | Miricacalia |
|  |             |

|  | Cremanthodium 2 - Ligularia 3                             |
|  |                                                           |
|  | Tephroseridinae (Nemosenecio - Sinosenecio - Tephroseris) |
|  |                                                           |

|  | \| \| Parasenecio \| \| \| \| \| \| Sinacalia \| \| \| \| |
|  |                                                           |
|  | Vickifunkia                                               |
|  |                                                           |
|  | Parasenecio                                               |
|  |                                                           |
|  | Sinacalia                                                 |
|  |                                                           |

|  | Parasenecio |
|  |             |
|  | Sinacalia   |
|  |             |

|  | Syneilesis - Taimingasa - Ligularia 1                       |
|  |                                                             |
|  | \| \| Japonicalia \| \| \| \| \| \| Miricacalia \| \| \| \| |
|  |                                                             |
|  | Japonicalia                                                 |
|  |                                                             |
|  | Miricacalia                                                 |
|  |                                                             |

|  | Japonicalia |
|  |             |
|  | Miricacalia |
|  |             |

|  | \| \| Parasenecio \| \| \| \| \| \| Sinacalia \| \| \| \| |
|  |                                                           |
|  | Vickifunkia                                               |
|  |                                                           |
|  | Parasenecio                                               |
|  |                                                           |
|  | Sinacalia                                                 |
|  |                                                           |

|  | Parasenecio |
|  |             |
|  | Sinacalia   |
|  |             |

|  | Syneilesis - Taimingasa - Ligularia 1                       |
|  |                                                             |
|  | \| \| Japonicalia \| \| \| \| \| \| Miricacalia \| \| \| \| |
|  |                                                             |
|  | Japonicalia                                                 |
|  |                                                             |
|  | Miricacalia                                                 |
|  |                                                             |

|  | Japonicalia |
|  |             |
|  | Miricacalia |
|  |             |

|  | Cremanthodium 2 - Ligularia 3                             |
|  |                                                           |
|  | Tephroseridinae (Nemosenecio - Sinosenecio - Tephroseris) |
|  |                                                           |

|  | \| \| Parasenecio \| \| \| \| \| \| Sinacalia \| \| \| \| |
|  |                                                           |
|  | Vickifunkia                                               |
|  |                                                           |
|  | Parasenecio                                               |
|  |                                                           |
|  | Sinacalia                                                 |
|  |                                                           |

|  | Parasenecio |
|  |             |
|  | Sinacalia   |
|  |             |

|  | Syneilesis - Taimingasa - Ligularia 1                       |
|  |                                                             |
|  | \| \| Japonicalia \| \| \| \| \| \| Miricacalia \| \| \| \| |
|  |                                                             |
|  | Japonicalia                                                 |
|  |                                                             |
|  | Miricacalia                                                 |
|  |                                                             |

|  | Japonicalia |
|  |             |
|  | Miricacalia |
|  |             |

|  | \| \| Parasenecio \| \| \| \| \| \| Sinacalia \| \| \| \| |
|  |                                                           |
|  | Vickifunkia                                               |
|  |                                                           |
|  | Parasenecio                                               |
|  |                                                           |
|  | Sinacalia                                                 |
|  |                                                           |

|  | Parasenecio |
|  |             |
|  | Sinacalia   |
|  |             |

|  | Syneilesis - Taimingasa - Ligularia 1                       |
|  |                                                             |
|  | \| \| Japonicalia \| \| \| \| \| \| Miricacalia \| \| \| \| |
|  |                                                             |
|  | Japonicalia                                                 |
|  |                                                             |
|  | Miricacalia                                                 |
|  |                                                             |

|  | Japonicalia |
|  |             |
|  | Miricacalia |
|  |             |

|  | Cremanthodium 2 - Ligularia 3                             |
|  |                                                           |
|  | Tephroseridinae (Nemosenecio - Sinosenecio - Tephroseris) |
|  |                                                           |

I caratteri distintivi del genere  Parasenecio  sono:
- i rizomi, allungati, sono snelli o robusti, ma non carnosi;
- le sinflorescenze sono raccolte in lunghi racemi o panicoli tirsoidi;
- l'involucro è privo del calice esterno basale;
- l'involucro ha 5 brattee e contiene 5 fiori;
- la corolla è profondamente lobata;
- le antere sono provviste di coda;
- il tessuto endoteciale è polarizzato.

Il genere attualmente (2023) si compone di 70 specie. Il numero cromosomico delle specie di questo genere è: 2n = 40, 52, 58, 60, 62, 90 e 120.

### Sinonimi
Sono elencati alcuni sinonimi per questa entità:
- Koyamacalia H.Rob. & Brettell, 1973